# Muzzik
Muzzik est une chaine de  tele  thématique privée payante française du Groupe MCM consacrée à la musique classique, à la danse, au jazz et aux musiques du monde, qui commence à émettre le 19 février 1996 à 19 h et fusionne avec sa concurrente Mezzo le 2 avril 2002 à 12 h 40.

## Histoire de la chaîne
Le Groupe Lagardère lance le 19 février 1996 à 19 h en clair sur le câble et CanalSatellite une chaîne consacrée à la musique classique, au jazz et aux musiques du monde qu'il baptise Muzzik. La chaîne est rapidement cryptée et proposée en option avec un abonnement coutant 25 ou 30 francs par mois.
Après une concurrence de trois ans entre Muzzik et Mezzo, le groupe Lagardère et France Télévision décident le 7 décembre 2001 de fusionner leurs chaînes musicales. L'entité née de cette fusion le 2 avril 2002 à 12 h 40 devient la première chaîne thématique dans les domaines de la Musique Classique, de l'Opéra, de la Danse, du Jazz et des Musiques du Monde en Europe. À l'issue de la fusion, le nom de Mezzo est conservé.

## Identité visuelle (logo)
Le logo de Muzzik et l'habillage d'antenne ont été dessinés par le couturier Jean-Charles de Castelbajac et Malcolm McLaren, l'ancien producteur des Sex Pistols,.

### Slogan
- Du 19 février 1996 au 2 avril 2002 : « La chaîne classique, jazz, danse, musiques du monde »

## Organisation
Président directeur général du Groupe MCM/MCM International/ Muzzik : Frédéric Vinzia 
Directeur des programmes : Bruno Deloye

### Capital
À sa création, le capital de Muzzik est détenu à 100 % par le Groupe MCM, lui-même filiale du Groupe Lagardère. Son budget est alors de 75 millions de francs.

## Programmes
Muzzik propose quatre rendez-vous fixes par jour aux heures de pointe avec à 15 heures, récitals, spectacles et opéras; à 21 heures concerts, événements et films; et à 18 heures et 22h30 du jazz. Chaque soir de la semaine présente une thématique différente et chacun des programmes est diffusé cinq fois dans le mois.

## Diffusion
Muzzik est une chaîne de télévision payante diffusée en France sur le câble et sur le canal 140 de Canalsatellite. La chaîne est aussi diffusée dans 27 pays en Europe.